# Кубок лиги Узбекистана по футболу
Ку́бок Ли́ги Узбекиста́на (узб. O'zbekiston Liga Kubogi / Ўзбекистон Лига Кубоги) — футбольный турнир, проводимый в Узбекистане среди местных футбольных клубов под эгидой ПФЛ Узбекистана и Футбольной ассоциации Узбекистана. Основан весной 2019 года. В турнире 2019 года участвуют 14 клубов-участников Суперлиги Узбекистана 2019, а также два клуба из Про-лиги А, выполнившие особые требования лицензирования — всего 16 клубов. Начиная со следующих розыгрышей турнира, право изъявить желание участвовать в турнире получит любой клуб, который участвует в турнирах и лигах, организуемых ПФЛ Узбекистана. Турнир традиционно начнётся в середине мая и завершится в начале ноября.
16 клубов-участников разделяются на четыре группы по четыре клуба. В групповом этапе клубы сыграют по три матча — по одному матчу с каждым соперником. Право сыграть дома на том или ином туре выясняется с помощью жеребьевки. Клубы занявшие первые два места в своих группах выходят на стадию плей-офф, то есть в 1/4 финала. Плей-офф состоит из одного матча. Финал также состоит из одного матча. Место проведения финала будет выясняться в ходе турнира. Жеребьевка розыгрыша 2019 года проводилась в прямом эфире в студии телеканала MTRK Sport.